# 언어학론문집
《언어학론문집》(言語學論文集)은 문화어에 대한 연구를 통해 집필한 논문들을 모은 책이다. 이 책은 1권부터 14권까지 제작되었다.
이 책은 조선민주주의인민공화국의 사회과학원 언어학연구소에서 편집했으며, 사회과학출판사라는 출판사의 명의로 출판되었다.